# ジャン＝マリー・ゲーノ
ジャン＝マリー・ゲーノ（Jean-Marie Guéhenno (フランス語発音: [ʒɑ̃maʁi ɡeɛno])、1949年10月30日 - ）は、フランスの元外交官である。

## 生涯
ゲーノは、1949年10月30日にフランス・パリで生まれた。父のジャン・ゲーノは作家、文芸評論家で、フランス占領期の回顧録『深夜の日記』(Journal des Années Noires)やジャン・ジャック・ルソーの伝記など多くの著作がある。
ゲーノは高等師範学校に通い、その後国立行政学院に進学した。卒業後はフランス会計院の裁判官となった。また、1989年から1993年まで国の政策立案スタッフを指揮し、1998年から2000年まで国立国防高等研究所の所長を務め、国連に入る前は外務省に勤務するなど、国際関係と外交の分野でも活躍した。
2000年10月から2008年8月まで、国連の平和維持活動(PKO)担当事務次長を務めた。ゲーノが長となった国連平和維持活動局は、国連最大規模の組織であり、18の平和維持ミッションに従事する約13万人の職員を監督した。
2010年末、人道対話センター(HD)の理事会議長に選出された。2012年3月から7月までは、国際連合・アラブ連合のシリア担当副特使を務めるために理事を一時退任し、2012年11月には理事会議長に復帰した。
2012年から2013年には、フランス大統領フランソワ・オランドによるフランスの防衛・安全保障政策の見直しの責任者を務めた。
コロンビア大学国際公共政策大学院(SIPA)の国際紛争解決センター長を務めた。また、SIPAのアーノルド・A・サルツマン戦争平和学研究所のアソシエイト・ディレクターを務め、同研究所の国際紛争解決専門分野を指揮した。
2014年8月、ルイーズ・アルブールの後継として国際危機グループの代表兼CEOに就任した。
2021年に、紛争解決のケント客員教授としてコロンビア大学に復帰した。

## その他の活動
- ニューヨーク・カーネギー財団 評議員（2020年まで）[5]
- ブルッキングス研究所 非常勤上級研究員
- ヨーロッパ外交関係委員会（英語版） (ECFR) 委員
- 世界経済フォーラム (WEF) Global Future Council on the Future of International Security メンバー[6]
- 世界経済フォーラム (WEF) Europe Policy Group メンバー（2017年まで）[7]

## 執筆活動
ゲーノは、国際戦略研究所の雑誌『サバイバル』の"The Impact of Globalisation on Strategy"（グローバル化が戦略に与える影響）、『ジャーナル・オブ・デモクラシー』の"Globalisation and the International System"（グローバル化と国際システム）など、多くの新聞や雑誌に記事を執筆しているほか、『インターナツィオナーレ・ポリティーク』、『プロスペクト』、"Paradoxes of European Foreign Policy"、"Strategic Analysis"に記事や章を執筆している。

### 著書
- Jean-Marie Guéhenno (1993), La fin de la démocratie（民主主義の終焉）, Paris, Flammarion
  - 日本語訳：ジャンマリ・ゲーノ 著、舛添要一 訳『民主主義の終わり』講談社、1994年。ISBN 978-4-06-206937-3。
- Jean-Marie Guéhenno (1999), L'avenir de la liberté - La démocratie dans la mondialisation（自由の未来――グローバル化における民主主義）, Paris, Flammarion, ISBN 2-08-211579-8
- Jocelyn Coulon（英語版）; Jean-Marie Guéhenno; Lucien Manokou; Catherine Délice (2006), Guide du maintien de la paix（平和維持の道しるべ）, Paris, Athéna éditions, ISBN 2-922865-37-1
- Jean-Marie Guéhenno (2015), The Fog of Peace: A Memoir of International Peacekeeping in the 21st Century（平和の霧: 21世紀の国際平和維持の回顧録）, New York, Brookings, ISBN 0815726368
  - 日本語訳：ジャン＝マリー・ゲーノ 著、庭田よう子 訳『避けられたかもしれない戦争――21世紀の紛争と平和』東洋経済新報社、2017年。ISBN 9784492444450。

## 賞と栄誉
- レジオンドヌール勲章シュヴァリエ
- ドイツ連邦共和国功労勲章大功労十字章